# Eagle Dynamics
Eagle Dynamics è un'azienda produttrice di software creata dal russo Igor Tishin nel 1991, che ha sede a Mosca, Russia. La compagnia produce simulatori di volo realistici, tra i quali il Digital Combat Simulator.

## Combat Flight Simulators
Eagle Dynamics ha prodotto Su-27 Flanker (1995), Lock On: Modern Air Combat (2003), e l'add-on Lock On Flaming Cliffs 3.0 (2013, insieme al Su-25T) e Digital Combat Simulator (DCS), con il Kamov Ka-50 "Black Shark" come primo modulo (2008), e il Fairchild A-10C "Warthog" come secondo modulo nel 2011 - Sono tutti appartenenti alla famiglia dei simulatori di volo bellici.
- 1995: Su-27 Flanker
- 2002: Flanker 2.5
- 2003: Lock On: Modern Air Combat
- 2008: Digital Combat Simulator